# 天主教吉瑪-蓬加宗座代牧區
天主教吉瑪-蓬加宗座代牧區（拉丁語：Vicariatus Apostolicus Gimmaensis-Bonganus）是埃塞俄比亞一個羅馬天主教宗座代牧區，直屬教廷。1994年6月10日成立監牧區。2009年12月5日升為代牧區。
代牧區範圍包括埃塞俄比亞西南部，教座位於吉瑪。2010年有教友20,000人、三十四個堂區、廿一名司鐸。現任宗座代牧為 马科斯·盖布雷迈丁。